# Golf vid olympiska sommarspelen 1904
Vid olympiska sommarspelen 1904 avgjordes två grenar i golf och hölls mellan 17 och 24 september 1904 på Glen Echo Country Club. Antalet deltagare var sjuttiosju tävlande från tre länder.

## Medaljfördelning
| Pl. | Nation | Guld | Silver | Brons | Totalt |
| --- | ------ | ---- | ------ | ----- | ------ |
| 1   | USA    | 1    | 2      | 3     | 6      |
| 2   | Kanada | 1    | 0      | 0     | 1      |

## Medaljörer

### Herrar
| Gren                    | Guld | Silver | Brons |
| Individuell Detaljer... | George Lyon (CAN) | Chandler Egan (USA) | Burt McKinnie (USA) Francis Newton (USA) |
| Lag Detaljer...         | USA Western Golf Association Edward Cummins Kenneth Edwards Chandler Egan Walter Egan Robert Hunter Nathaniel Moore Mason Phelps Daniel Sawyer Clement Smoot Warren Wood | USA Trans-Mississippi Golf Association John Cady Albert Lambert John Maxwell Burt McKinnie Ralph McKittrick Francis Newton Henry Potter Frederick Semple Stuart Stickney William Stickney | USA United States Golf Association Douglass Cadwallader Jesse Carleton Harold Fraser Arthur Hussey Orus Jones Allan Lard George Oliver Simeon Price John Rahm Harold Weber |

## Deltagande nationer
Totalt deltog sjuttiosju golfare från tre länder vid de olympiska spelen 1904 i Saint Louis.
- Kanada (3)
- USA (74)